# Eteokretenzisch

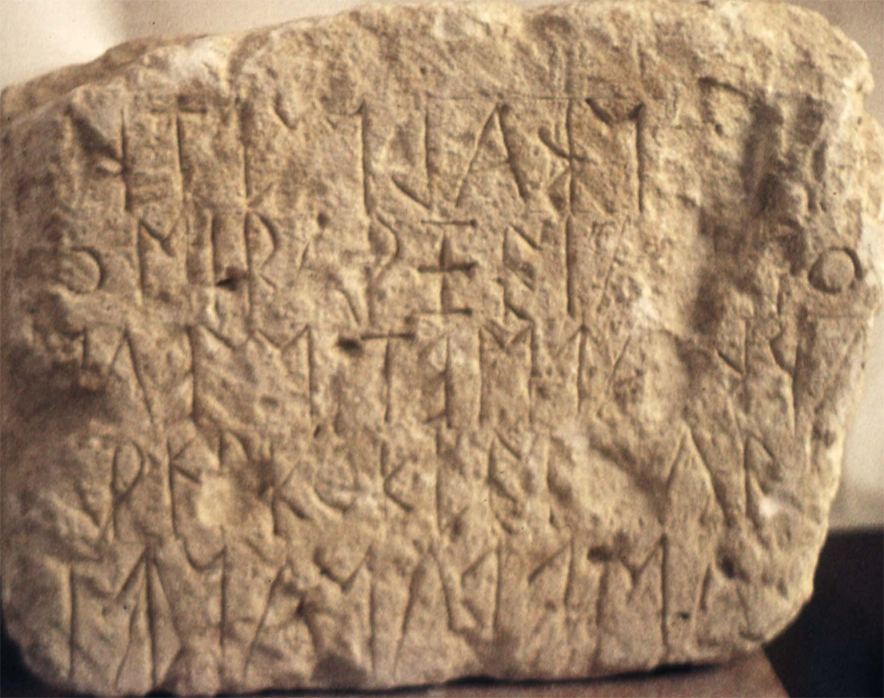
Een Eteokretenziche inscriptie

Eteokretenzisch was een taal, gesproken op Kreta, die niets met het Grieks van doen had. De taal is verdrongen door het Grieks. Het Eteokretensisch is bekend uit in totaal zes inscripties in een alfabet gebaseerd op het Griekse uitgebreid met twee extra tekens. In totaal gaat het maar om 422 letters en de taal is niet duidelijk verwant aan een andere taal. De inscripties zijn uit ongeveer 600 v.Chr., dus bijna een millennium ná het verdwijnen van het Lineair A-schrift en nog langer na het hiërogliefenschrift. Het is daarmee helemaal niet zeker dat de oudere inscripties in dezelfde taal geschreven zijn. Er zijn mogelijk meer talen op het eiland gesproken. 